# Antje Frank
Antje Frank (n. 5 iunie 1968, Süderholz, Republica Democrată Germană, Germania) este o canotoare ce a reprezentat Germania, medaliată olimpică. A participat la o ediție a Jocurilor Olimpice (1992) în care a câștigat o medalie de bronz.

## Participări
Lista de mai jos prezintă principalele competiții la care a participat Antje Frank de-a lungul carierei.
- rowing at the 1992 Summer Olympics – women's coxless four[*][3]